# Successione (ecologia)

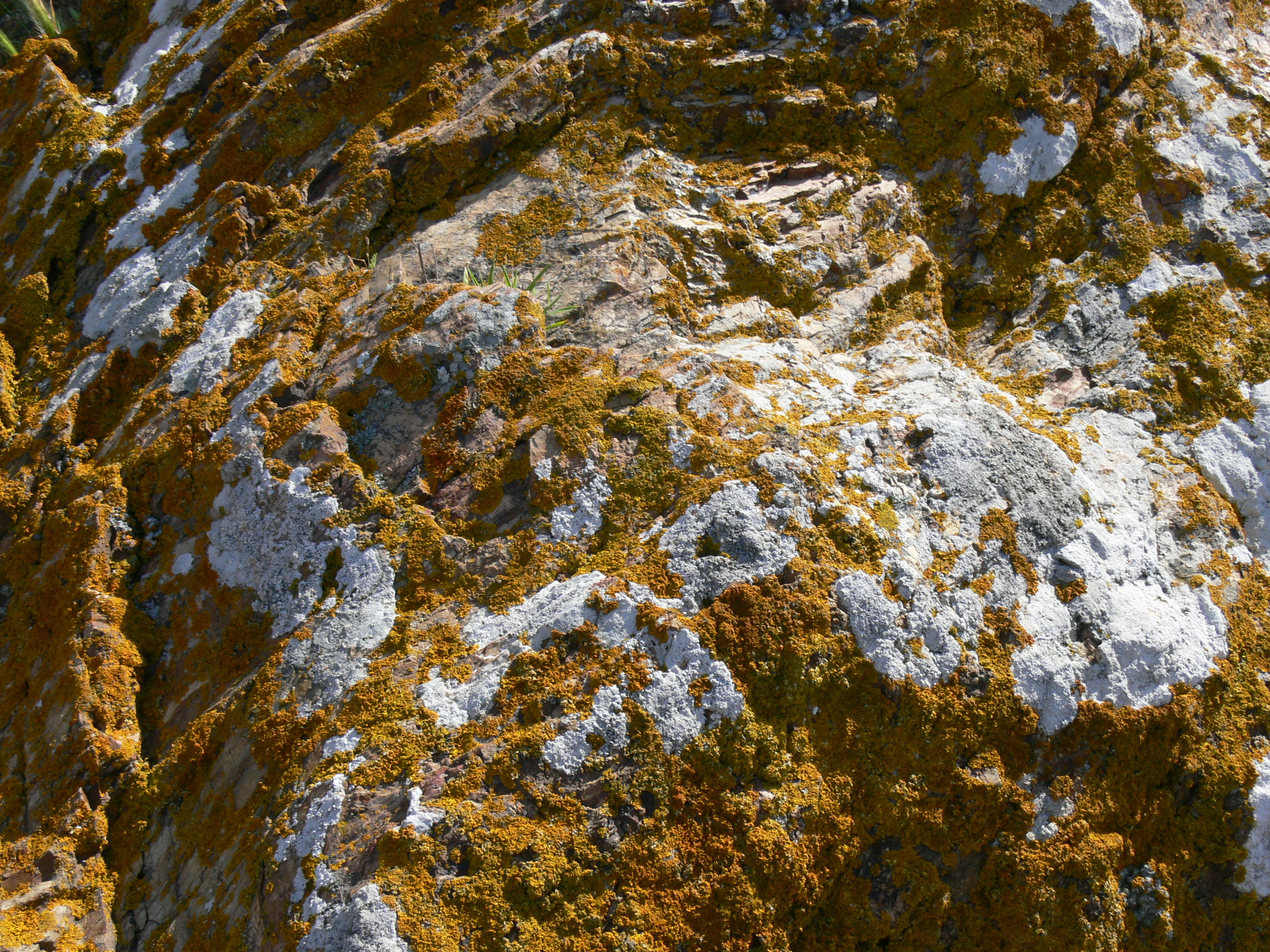
"Successione primaria": colonizzazione della nuda roccia da parte di licheni

La successione ecologica è il processo attraverso il quale le specie occupano un ambiente fisico e ne determinano le modificazioni.

## Definizioni

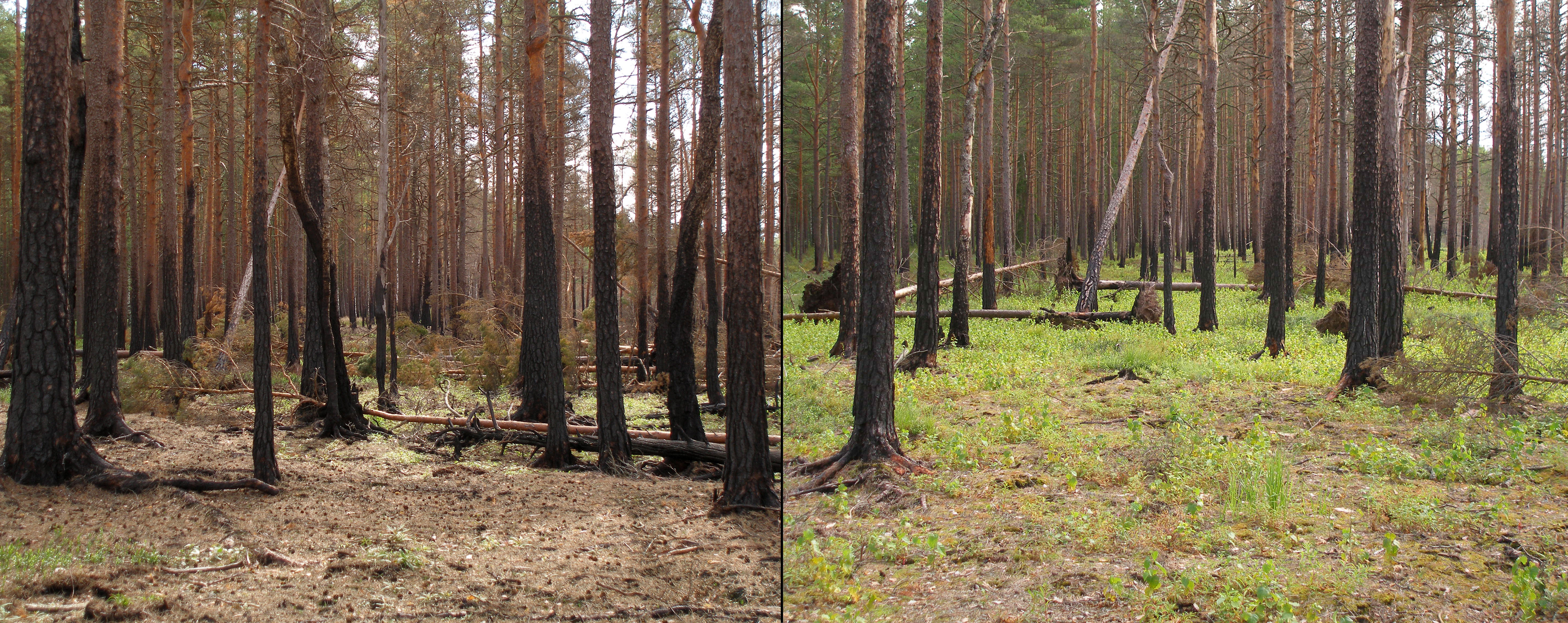
"Successione secondaria": situazione appena dopo un incendio forestale (sinistra) e un anno dopo

Con la locuzione successione primaria si indica la colonizzazione di un territorio ancora vergine, cioè mai occupato da esseri viventi. Questo processo è apportato in genere da specie molto resistenti a condizioni estreme, quali microbi, muschi e licheni. Per questa caratteristica, queste specie sono definite "specie pioniere".
Si parla di successione secondaria quando una comunità rimpiazza un'altra o colonizza un ambiente già occupato da una comunità che è stata distrutta o gravemente compromessa da un fattore di disturbo.

## Evoluzione nel tempo

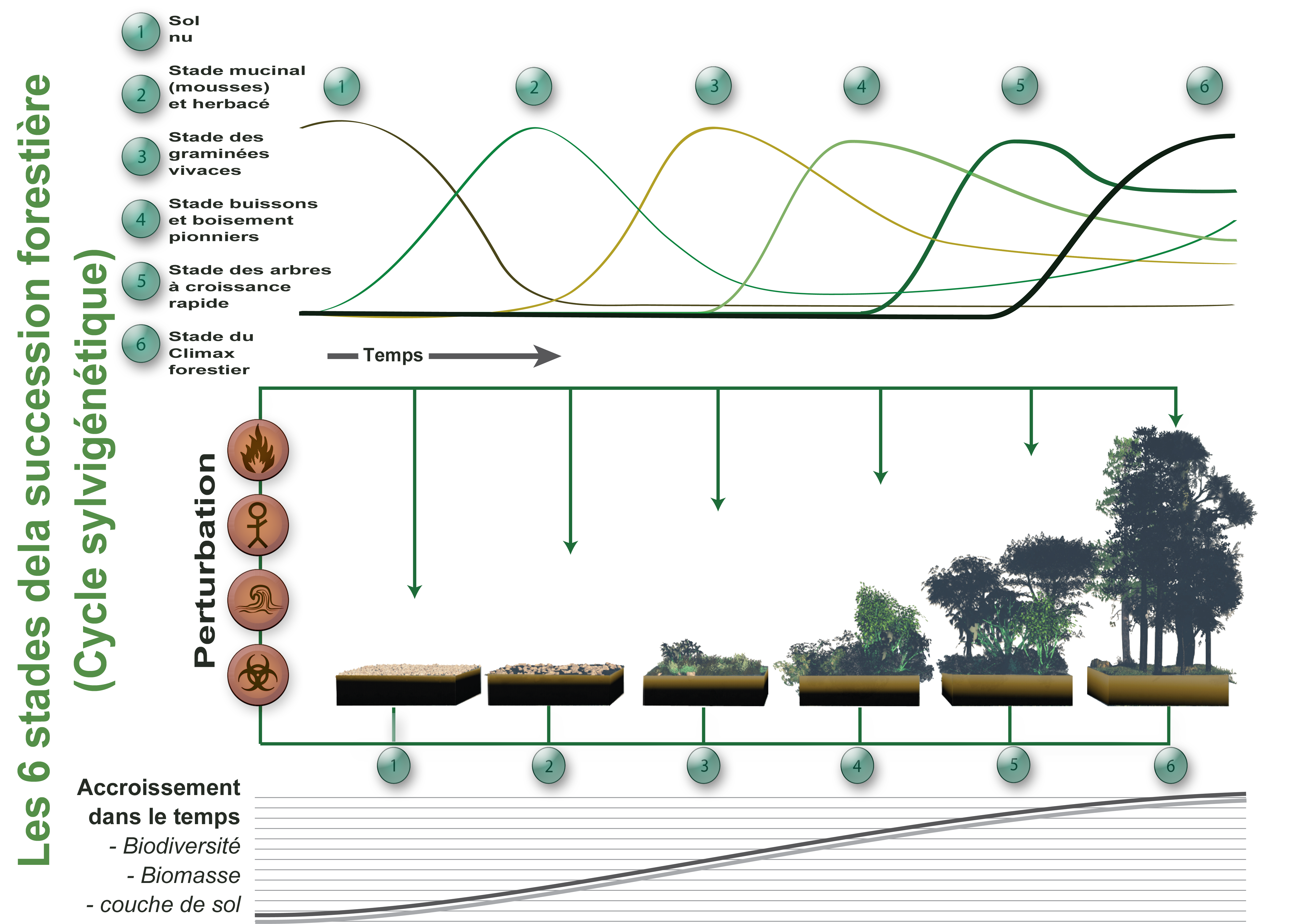
Rappresentazione della successione forestale.

In generale, per ogni comunità si può tracciare una storia che parte dalle specie pioniere fino a una comunità che è in grado di resistere molto a lungo nel tempo.

Gli ecologi chiamano questa comunità, la "comunità climax", in quanto rappresenta il culmine di un processo di mutazione dell'ambiente fisico che si definisce come sviluppo ecologico o facilitazione.

Al termine di questo processo, può però non esserci sempre la comunità climax. Ci sono comunità che si adattano a periodiche distruzioni che si definiscono "comunità disclimax" o "comunità all'equilibrio".
Nel caso di pascoli, macchia mediterranea ed alcuni tipi di foreste di conifere, la sopravvivenza è garantita da periodiche distruzioni da incendio, relativamente controllate. In questo caso, si parla di "comunità climax da incendio".